# Kościół Chrystusa Dobrego Pasterza w Poznaniu
Kościół Chrystusa Dobrego Pasterza znajduje się przy ul. Nowina na poznańskich Ogrodach.

## Historia
Historia kościoła sięga 1961 roku, gdy na Cmentarzu Jeżyckim zaprzestano pochówków. Wówczas, w związku z rozległością parafii św. Floriana, w znajdującej się na terenie nekropoli kaplicy św. Barbary zaczęto odprawiać nabożeństwa i msze dla mieszkańców Ogrodów. Nową parafię erygowano w 1981 roku, zaś kościół wybudowano w latach 1982-1988 według projektu Jana Kopydłowskiego. Świątynię konsekrowano w 1991 roku.

## Architektura
Jest to budowla na planie kwadratu przykryta dachem namiotowym. Ściana południowa pełni rolę części prezbiterialnej. W jej centralnej części, w niszy, znajduje się figura Chrystusa Dobrego Pasterza dłuta Jacka Nowaka wykonana w 2000 roku. We wnęce na ścianie zachodniej znajduje się nisza z obrazem Zesłanie Ducha Świętego, zaś w północno-zachodnim narożniku kaplica z dużym krucyfiksem. Na ścianach z trzech stron znajdują się empory.

## Linki zewnętrzne

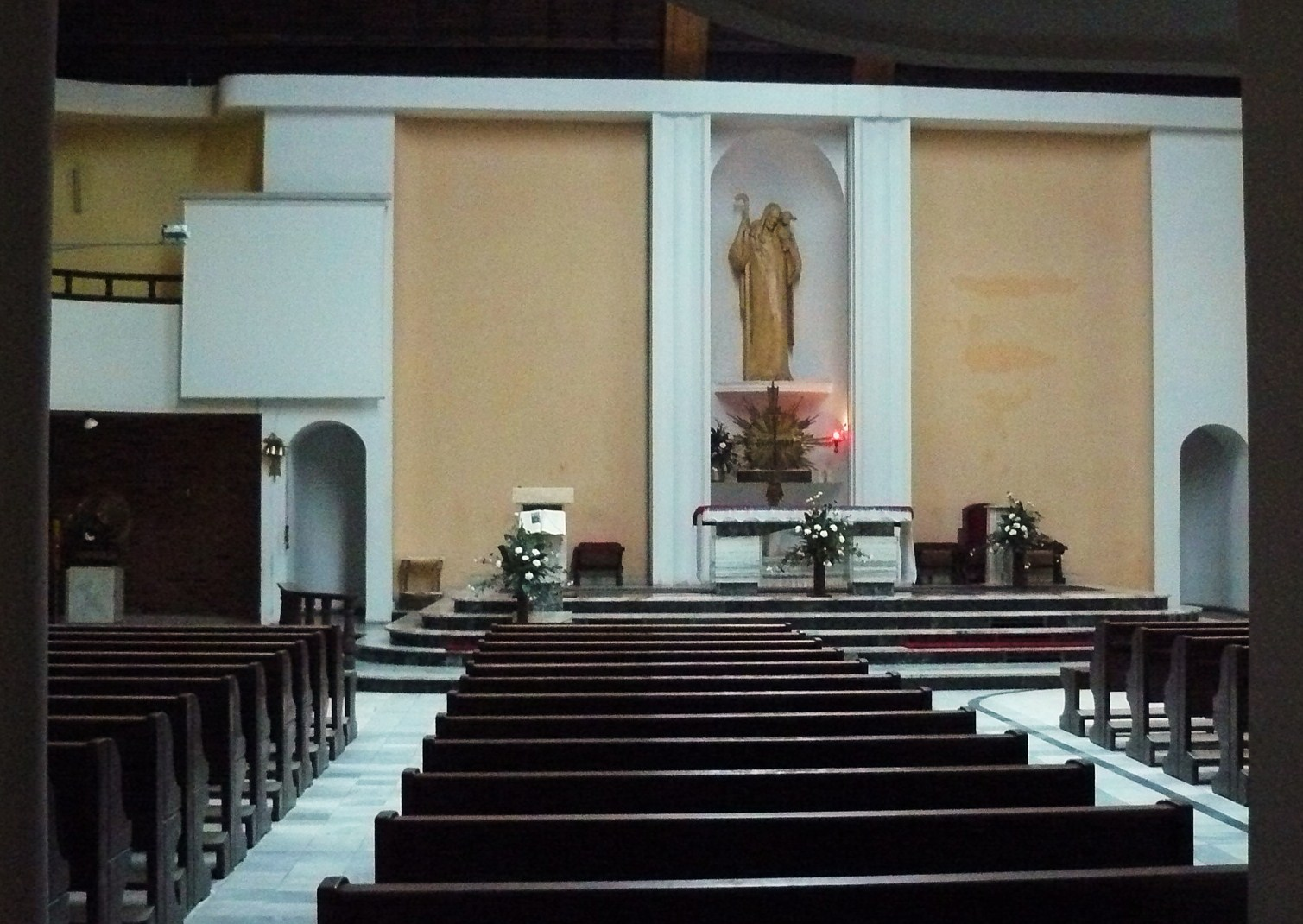
Wnętrze